# الحميرا (العدين)

تعديل مصدري - تعديل

الحميرا محلة تابعة لقرية الاعدان، التابعة لعزلة الرضائى بمديرية العدين إحدى مديريات محافظة إب في الجمهورية اليمنية، بلغ تعداد سكانها 102 حسب تعداد اليمن لعام 2004.